# Castell d'Alcanó
Construcció molt reformada que es correspon amb les restes de l'antic Castell d'Alcanó situada en un extrem de la plaça Major. És declarat bé cultural d'interès nacional.

## Descripció
A Alcanó es conserva, a un extrem de la plaça Major, una gran construcció molt reformada que es correspon amb les restes de l'antic castell. L'interior ha estat compartimentat per a contenir dos habitatges, de tal manera que, fora d'una paret mestra, no guarda res que pugui recordar els seus orígens medievals. També els panys exteriors, on són visibles grans esquerdes en l'aparell de carreus escairats, estan molt desfigurats conservant-se només l'aspecte massís del conjunt i alguna petita obertura, especialment una finestra ogival i una espitllera al mur lateral, a més d'un trencaaigües amb l'obertura tapiada en una façana que no ha conservat cap portal antic. També el coronament ha estat alterat, ja que, pel damunt de les mènsules que marquen l'alçada original, ha estat aixecat un mur que eleva el parament fins a una nova teulada a dues vessants, tot ocultant l'antiga galeria de les golfes.

## Història
El lloc d'Alcanó fou repoblat pels monjos de Sant Ruf de Lleida cap a l'any 1203 i el 1231 ja existia el castell puix en coneixem el nom del senyor, Guillem Hug de Tolosa. Després de pertànyer a diferents senyors, a finals del segle xv entrà a formar part del domini dels canonges de la Seu de Lleida, i així continuà fins a l'extinció dels senyorius al segle xix.